# Totally Pokémon
Totally Pokémon foi o segundo álbum de trilha sonora do anime Pokémon, onde incluiu as canções da terceira temporada, The Johto Journeys. O álbum foi gravado no verão de 2000 e lançado em 23 de janeiro de 2001 pela gravadora Koch Records. Também houve uma adaptação portuguesa e brasileira do álbum.

## Lista de faixas
| Totally Pokémon - Music from the hit TV series |                                                      |                                            |         |  |
| N.º                                            | Título                                               | Compositor(es)                             | Duração |  |
| 1.                                             | "Pokémon Johto" (de PJ Lequerica)                    | John Loeffler e John Siegler               | 2:53    |  |
| 2.                                             | "Pikachu (I Choose You)" (de Élan Rivera)            | John Loeffler e Neil Jason                 | 4:05    |  |
| 3.                                             | "All We Wanna Do" (de Élan Rivera e Jamily Gray)     | Hoover Le e Joe Barbaria                   | 3:59    |  |
| 4.                                             | "The Game" (de PJ Lequerica)                         | Joe Barbaria                               | 4:40    |  |
| 5.                                             | "He Drives Me Crazy" (de Shauna McCoy)               | John Loeffler e Ken Cummings               | 3:29    |  |
| 6.                                             | "You & Me & Pokémon" (de Élan Rivera e PJ Lequerica) | John Loeffler e John Siegler               | 4:06    |  |
| 7.                                             | "Biggest Part of My Life" (de PJ Lequerica)          | John Loeffler e Ken Cummings               | 4:19    |  |
| 8.                                             | "Do Ya Really Wanna Play?" (de Élan Rivera)          | Hoover Le e Joe Barbaria                   | 4:09    |  |
| 9.                                             | "Song of Jigglypuff" (de Jamily Gray e Shauna McCoy) | Bob Mayo, John Loeffler e Louis Cortelezzi | 4:21    |  |
| 10.                                            | "Two Perfect Girls" (de Eric Stuart)                 | Norman J. Grossfeld                        | 3:37    |  |
| 11.                                            | "Never Too Far From Home" (de Shareef McQueen)       | John Loeffler, John McCurry e Neil Jason   | 3:23    |  |
| 12.                                            | "Pokérap GS" (de Johto)                              | John Loeffler e John Siegler               | 4:14    |  |
| 13.                                            | "Pokémon Johto" (Versão instrumental)                |                                            | 2:53    |  |
| 14.                                            | "Pikachu (I Choose You)" (Versão instrumental)       |                                            | 4:05    |  |
| 15.                                            | "All We Wanna Do" (Versão instrumental)              |                                            | 3:59    |  |
| 16.                                            | "You & Me & Pokémon" (Versão instrumental)           |                                            | 4:06    |  |
| 17.                                            | "Song of Jigglypuff" (Versão instrumental)           |                                            | 4:21    |  |
| 18.                                            | "Two Perfect Girls" (Versão instrumental)            |                                            | 3:37    |  |
| 19.                                            | "Pokérap GS" (Versão instrumental)                   |                                            | 4:14    |  |
| Duração total:                                 | Duração total:                                       | Duração total:                             | 74:48   |  |

## Versão portuguesa
Pokémon Total foi o segundo álbum português de Pokémon lançado em Portugal pela editora Edel Records em 23 de janeiro de 2001, com canções em português europeu, com vários artistas no repertório. Foi baseado no álbum anglófono Totally Pokémon.

## Lista de faixas
| Pokémon Total - Inclui o Karaokémon do Pokémon |                                                                     |                                            |         |  |
| N.º                                            | Título                                                              | Compositor(es)                             | Duração |  |
| 1.                                             | "Pokémon Johto" (por Ricardo Afonso)                                | John Loeffler e John Siegler               | 2:53    |  |
| 2.                                             | "Pikachu (Te Escolhi)" (por Nísia Moraes)                           | John Loeffler e Neil Jason                 | 4:05    |  |
| 3.                                             | "Nós Queremos a Felicidade" (por Patrícia Antunes e Nuno Alexandre) | Hoover Le e Joe Barbaria                   | 3:59    |  |
| 4.                                             | "O Jogo" (por Ricardo Afonso)                                       | Joe Barbaria                               | 4:40    |  |
| 5.                                             | "Deixas-me Louca" (por Laura Ferreira)                              | John Loeffler e Ken Cummings               | 3:29    |  |
| 6.                                             | "Tu, Eu e Pokémon" (por Patrícia Antunes e Ricardo Afonso)          | John Loeffler e John Siegler               | 4:06    |  |
| 7.                                             | "O Melhor da Minha Vida" (por Soraya Orenga)                        | John Loeffler e Ken Cummings               | 4:19    |  |
| 8.                                             | "Queres Competir?" (por Patrícia Antunes)                           | Hoover Le e Joe Barbaria                   | 4:09    |  |
| 9.                                             | "Canção de Jigglypuff" (por Laura Ferreira e Nuno Alexandre)        | Bob Mayo, John Loeffler e Louis Cortelezzi | 4:21    |  |
| 10.                                            | "Jenny e Joy" (por Luís Carvalho)                                   | Norman J. Grossfeld                        | 3:37    |  |
| 11.                                            | "Nunca Longe da Terra" (por Pedro Bargado)                          | John Loeffler, John McCurry e Neil Jason   | 3:23    |  |
| 12.                                            | "Pokérap" (por Ricardo Afonso e Patrícia Antunes)                   | John Loeffler e John Siegler               | 4:14    |  |
| 13.                                            | "Pokémon Johto" (Instrumental - Karaoke)                            |                                            | 2:53    |  |
| 14.                                            | "Pikachu (Te Escolhi)" (Instrumental - Karaoke)                     |                                            | 4:05    |  |
| 15.                                            | "Nós Queremos a Felicidade" (Instrumental - Karaoke)                |                                            | 3:59    |  |
| 16.                                            | "Tu, Eu e Pokémon" (Instrumental - Karaoke)                         |                                            | 4:06    |  |
| 17.                                            | "Canção de Jigglypuff" (Instrumental - Karaoke)                     |                                            | 4:21    |  |
| 18.                                            | "Jenny e Joy" (Instrumental - Karaoke)                              |                                            | 3:37    |  |
| 19.                                            | "Pokérap" (Instrumental - Karaoke)                                  |                                            | 4:14    |  |
| Duração total:                                 | Duração total:                                                      | Duração total:                             | 74:48   |  |

## Versão brasileira
Totalmente Pokémon foi o segundo álbum brasileiro de Pokémon lançado no Brasil pela gravadora Dellar em 2001, com canções em português brasileiro, com vários artistas no repertório. Foi baseado no álbum anglófono Totally Pokémon. Nas canções, estavam: Nil Bernardes, Nísia Moraes, Yasmin Lucas, Marion Porchat Camargo e Soraya Orenga

## Lista de faixas
| Totalmente Pokémon - A Música do seu Desenho Predileto |                                                             |                                            |         |  |
| N.º                                                    | Título                                                      | Compositor(es)                             | Duração |  |
| 1.                                                     | "Pokémon Johto" (por Nil Bernardes)                         | John Loeffler e John Siegler               | 2:53    |  |
| 2.                                                     | "Pikachu (Te Escolhi)" (por Nísia Moraes)                   | John Loeffler e Neil Jason                 | 4:05    |  |
| 3.                                                     | "Tudo o que Queremos" (por Yasmin Lucas)                    | Hoover Le e Joe Barbaria                   | 3:59    |  |
| 4.                                                     | "Jogo" (por Nil Bernardes)                                  | Joe Barbaria                               | 4:40    |  |
| 5.                                                     | "Ele me Deixa Louca" (por Marion Camargo)                   | John Loeffler e Ken Cummings               | 3:29    |  |
| 6.                                                     | "Eu, Você e Pokémon" (por Nísia Moraes e Nil Bernardes)     | John Loeffler e John Siegler               | 4:06    |  |
| 7.                                                     | "O Melhor da Minha Vida" (por Soraya Orenga)                | John Loeffler e Ken Cummings               | 4:19    |  |
| 8.                                                     | "Você quer Mesmo Jogar?" (por Nísia Moraes)                 | Hoover Le e Joe Barbaria                   | 4:09    |  |
| 9.                                                     | "Música de Jigglypuff" (por Marion Camargo e Nil Bernardes) | Bob Mayo, John Loeffler e Louis Cortelezzi | 4:21    |  |
| 10.                                                    | "Duas Garotas Perfeitas" (por Nil Bernardes)                | Norman J. Grossfeld                        | 3:37    |  |
| 11.                                                    | "De Casa Você Nunca Vai Estar Longe" (por Nil Bernardes)    | John Loeffler, John McCurry e Neil Jason   | 3:23    |  |
| 12.                                                    | "Pokérap GS" (por Nil Bernardes e Soraya Orenga)            | John Loeffler e John Siegler               | 4:14    |  |
| 13.                                                    | "Pokémon Johto" (Versão intrumental)                        |                                            | 2:53    |  |
| 14.                                                    | "Tudo o que Queremos" (Versão intrumental)                  |                                            | 3:59    |  |
| Duração total:                                         | Duração total:                                              | Duração total:                             | 54:26   |  |